# Khata (habitation)
Pour les articles homonymes, voir Kata (homonymie).
Une khata est une habitation paysanne d'Ukraine ou de Biélorussie (en ukrainien : хата ; en russe : хата ; en biélorusse : хата). 

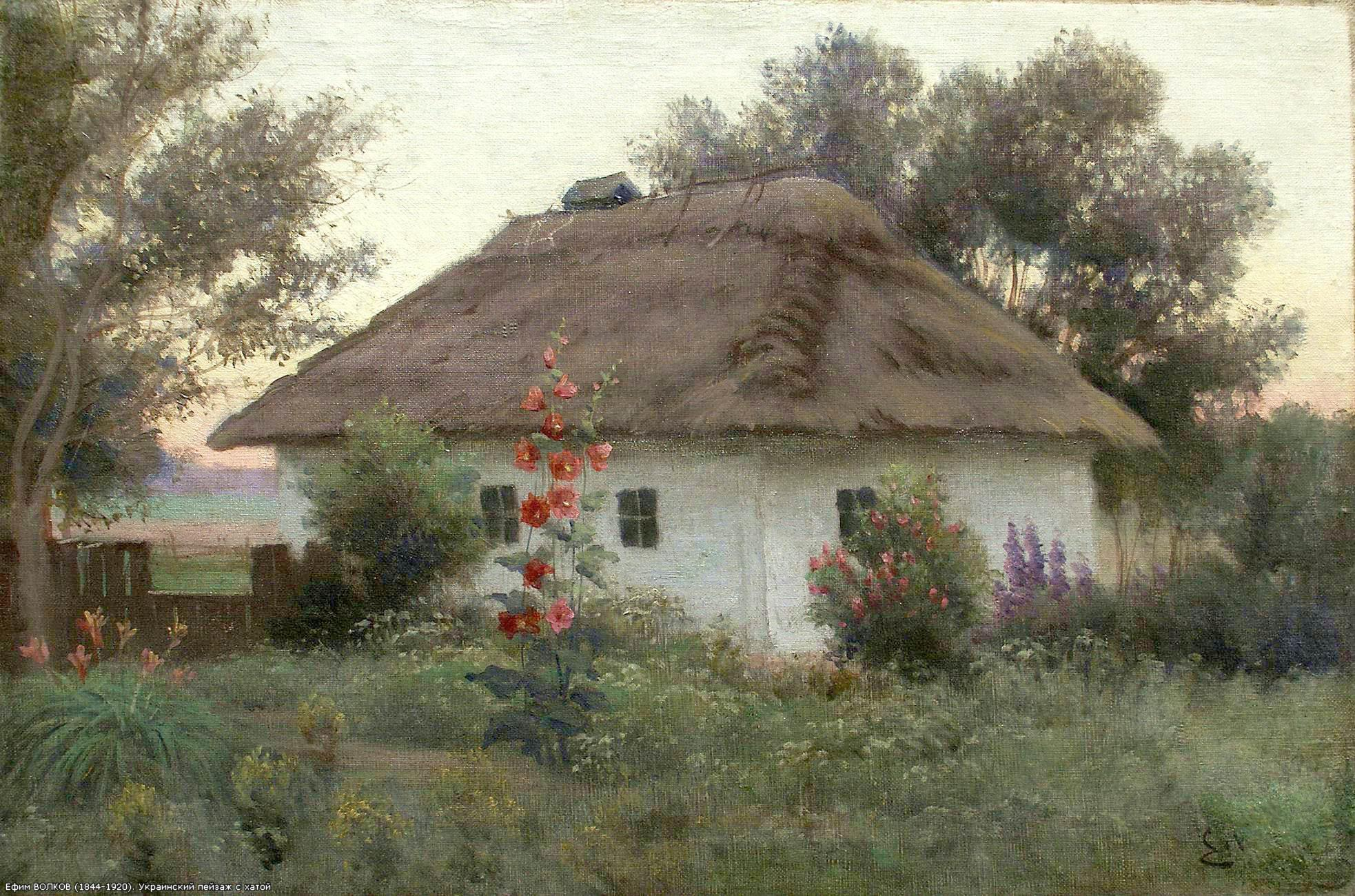
Efim Volkov : Paysage en Ukraine avec une khata (1910), collection particulière.